# Batalla de Sabana Larga
Las batallas de Sabana Larga y de Jácuba fueron los últimos y decisivos encuentros armados que sostuvieron dominicanos y haitianos para poner fin a casi 12 años de conflictos después de la independencia dominicana. La primera se libró el 24 de enero de 1856 en Sabana Larga, Dajabón. 6500-7000 tropas dominicanas del ejército del norte, dirigidas por el general Juan Luis Franco Bidó, derrotaron a una fuerza de 8000-9000 soldados del ejército haitiano al mando del emperador haitiano Faustino I. Otra parte del ejército haitiano se atrincheró en Jácuba, cerca de Puerto Plata, pero fueron vencidos por los generales Pedro Florentino y Lucas Peña, poniendo fin a las invasiones haitianas en territorio dominicano.